# Fottute!
Fottute! (Snatched) è un film del 2017 diretto da Jonathan Levine.
Il film, scritto da Katie Dippold, è conosciuto anche col titolo Vengo con...mamma.

## Trama
Lasciata dal fidanzato alla vigilia della partenza, Emily convince la madre Linda ad accompagnarla in una selvaggia vacanza in Ecuador. La donna alla fine accetta e parte con la figlia, ma dovranno fare i conti con una serie di sfortunati eventi.

## Produzione
Il film vede protagoniste Amy Schumer e Goldie Hawn (al suo primo film da Due amiche esplosive, girato nel 2002), con Joan Cusack, Ike Barinholtz, Wanda Sykes e Christopher Meloni in ruoli secondari, e ritrae una madre e una figlia rapite mentre sono in vacanza in Sud America.

## Distribuzione
Fottute! è stato presentato per la prima volta a New York il 2 maggio 2017 ed è stato distribuito nelle sale il 12 maggio dello stesso anno dalla 20th Century Fox. Il film ha ricevuto recensioni contrastanti e incassato $60 milioni in tutto il mondo su un budget di $42 milioni. Ai 38ª Golden Raspberry Awards, la Hawn è stata nominata come peggior attrice non protagonista per la sua interpretazione.